# Amphineurus koghiensis
Amphineurus (Amphineurus) koghiensis là một loài ruồi trong họ Limoniidae. Chúng phân bố ở miền Australasia.